# Eliminar la Fed
Eliminar la Fed (en inglés, End the Fed) es un libro escrito por el congresista por Texas y candidato presidencial (2008) Ron Paul. El libro debutó en el número seis en la lista de Best Sellers del New York Times y aboga por la abolición del Sistema de la Reserva Federal (coloquialmente conocida como la Fed) de los Estados Unidos "porque es inmoral, inconstitucional, poco práctico, promueve la mala economía y socava la libertad". El libro sostiene que los auges, burbujas y caídas del ciclo económico son causados por las acciones de la Reserva Federal.
Publicado en 2009, ha estado en el top 10 de las listas de éxitos del NYT, de B&N y de Amazon.com y está pendiente de traducirse a más de 20 idiomas.

## Resumen
El argumento del libro es que "en el mundo post-crisis, es irresponsable, ineficaz y en última instancia inútil, tener un debate económico serio sin tener en cuenta y cuestionar el papel de la Reserva Federal".
En Eliminar la Fed, Paul sostiene que la Reserva Federal se creó para rescatar a los bancos cuando se metían en problemas. Dice que esto es malo para la competencia en la banca, ya que fortalece a los grandes bancos.
Paul sostiene que la Fed es corrupta e inconstitucional. Afirma que el Sistema de la Reserva Federal está inflando la moneda hoy en día casi al nivel de Weimar o Zimbabue, lo que Paul indica es una práctica que amenaza con poner a los Estados Unidos en una depresión inflacionaria donde el dólar estadounidense, que es la moneda de reserva del mundo, sufriría una devaluación severa.
Un tema importante a lo largo del trabajo también gira en torno a la idea de la inflación como un impuesto oculto que hace que la guerra sea mucho más fácil de librar. Debido a que la gente rechazará la noción de aumentar los impuestos directos, la inflación se utiliza para ayudar a pagar las abrumadoras deudas contraídas a través de la guerra. A su vez, el poder adquisitivo de las masas disminuye, pero la mayoría de la gente no lo sabe. Según la teoría de Ron Paul, esta disminución tiene el mayor impacto en las personas de bajos ingresos, ya que es un impuesto regresivo. Paul sostiene que el IPC actualmente no incluye alimentos y energía, sin embargo, estos son los rubros en los que se gasta la mayoría de los ingresos de las personas pobres.
Además, expresa que la mayoría de la gente no está consciente de que la Fed fue creada por los Morgan y los Rockefeller en un club privado frente a la costa de Georgia y que, en realidad, está trabajando en contra de sus propios intereses personales. En lugar de proteger a la gente, Paul sostiene que la Reserva Federal ahora sirve como un cartel donde "el nombre del juego es el rescate", o también conocido como ganancias privatizadas pero pérdidas socializadas.
Paul también se basa en lo que, según él, son vínculos históricos entre la creación de bancos centrales y la guerra, y explica cómo la inflación y las devaluaciones han sido utilizadas en el pasado como herramientas de financiación de la guerra por muchos gobiernos, desde monarquías hasta democracias.

## Recepción
Las encuestas a economistas muestran una oposición abrumadora a abolir la Reserva Federal o socavar su independencia. Según el economista de la Universidad de Princeton Alan S. Blinder, "montañas de evidencia empírica apoyan la proposición de que una mayor independencia del banco central produce no solo menos inflación sino un desempeño macroeconómico superior, por ejemplo, una inflación más baja y menos volátil sin más volatilidad en la producción".
En el libro, Paul argumenta que "el gobierno y su cartel bancario juntos han robado $ 0.95 de cada dólar, ya que han seguido una política inflacionaria implacable". David Andolfatto del Banco de la Reserva Federal de St. Louis dijo que la declaración era "simplemente falsa" y "estúpida" al tiempo que señala que se pueden presentar argumentos legítimos contra la Reserva Federal. El economista de la Universidad de Oregon Mark Thoma lo describió como una afirmación "absurda" que los datos no respaldan.
Charles Scaliger, de The New American, afiliada a la John Birch Society, calificó el libro de "lectura obligada".
Después de una entrevista con Ron Paul sobre el libro, Jon Stewart de The Daily Show lo llamó "provocador de pensamientos" y "claramente desde el corazón". Los defensores de poner fin a la Reserva Federal han pedido un regreso al patrón oro. Sin embargo, los economistas se oponen abrumadoramente a un regreso al patrón oro, con un consenso que sostiene que el patrón oro contribuiría a la volatilidad económica.